# Граф Нормантон

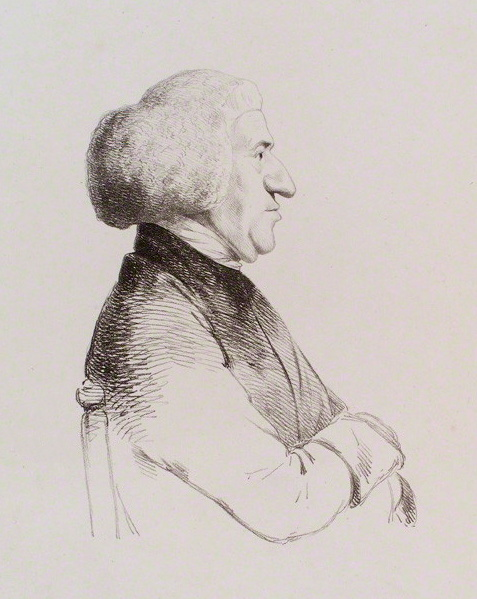
Чарльз Агар, 1-й граф Нормантон

Граф Нормантон (англ. Earl of Normanton) — наследственный титул в системе Пэрства Ирландии. Он был создан в 1806 году для Чарльза Агара, 1-го виконта Сомертона (1736—1809), архиепископа Дублина (1801—1809). Ещё ранее он получил титулы барона Сомертона из Сомертона в графстве Килкенни (1795) и виконта Сомертона из Сомертона в графстве Килкенни (1800), став пэром Ирландии. Лорд Нормантон заседал в Палате лордов Великобритании в качестве одного из 28 избранных ирландских пэров-представителей с 1800 по 1809 год. Его внук, Джеймс Агар, 3-й граф Нормантон (1818—1896), представлял Уилтон в Палате общин с 1841 по 1852 год. В 1873 году для него был создан титул барона Сомертона из Сомерли в графстве Саутгемптон (пэрство Соединённого королевства). Этот титул дал графу Нормантону автоматическое место в Палате лордов Великобритании.
По состоянию на 2024 год, обладателем титула является его праправнук, Шон Джеймс Кристиан Велбор Эллис Агар, 7-й граф Нормантон (род. 1982) — сын Шона Джеймса Агара, 6-го графа Нормантона (1945—2019), сменивший своего отца в 2019 году.
У первого графа Нормантона был старший брат Джеймс Агар, 1-й виконт Клифден (1734—1789), и племянник, политик Велбор Эллис, 1-й барон Мендип (1713—1802). Велбор Эллис получил титул барона в 1794 году. После его смерти титул барона Мендипа унаследовал его внучатый племянник, Генри Велбор Эллис, 2-й виконт Клифден (1761—1836), сын Джеймса Агара, 1-го виконта Клифдена, ставший 2-м бароном Мендипом. До 1974 года виконты Клифдена носили титулы барона Мендипа, но после смерти Артура Виктора, 6-го виконта Клифдена (1887—1974) титул виконта Клифдена угас, а титул барона Мендипа унаследовал Шон Джеймс Агар, 6-й граф Нормантон, ставший 9-м бароном Мендипом.
Фамильной резиденцией графов Нормантон является Сомерли-хаус в окрестностях Рингвуда в графстве Хэмпшир.

## Графы Нормантон (1806)
- 1806—1809: Чарльз Агар, 1-й граф Нормантон (22 декабря 1736 — 14 июля 1809), третий сын Генри Агара из Гаурана (ум. 1746);
- 1809—1868: Уэлбор Эллис Агар, 2-й граф Нормантон (12 ноября 1778 — 26 августа 1868), старший сын предыдущего;
- 1868—1896: Джеймс Чарльз Херберт Эллис Велбор Агар, 3-й граф Нормантон (17 сентября 1818 — 19 декабря 1896), старший сын предыдущего;
- 1896—1933: Сидни Джеймс Агар, 4-й граф Нормантон (9 апреля 1865 — 25 ноября 1933), второй сын предыдущего;
- 1933—1967: Эдвард Джон Сидни Кристиан Велбор Эллис Агар, 5-й граф Нормантон (29 марта 1910 — 28 января 1967), единственный сын предыдущего;
- 1967—2019: Шон Джеймс Кристиан Велбор Эллис Агар, 6-й граф Нормантон (21 августа 1945 — 13 февраля 2019), старший сын предыдущего;
- 2019 — настоящее время: Шон Джеймс Кристиан Велбор Эллис Агар, 7-й граф Нормантон (род. 7 сентября 1982), единственный сын предыдущего, который, благодаря браку с леди Люси Александер, является зятем графа Александера Тунисского;
  - Наследник: Артур Александер Кристиан Велбор Эллис Агар, виконт Сомертон (род. 2016), старший сын предыдущего[1].